# Yuliana Bolívar
Yuliana Bolívar (18 de mayo de 1990) es una deportista venezolana, nacionalizada peruana, que compite en judo.
Ganó una medalla de bronce en los Juegos Panamericanos de 2019, y dos medallas en el Campeonato Panamericano de Judo, bronce en 2020 y plata en 2022.

## Palmarés internacional
| Representando a Perú    |                      |                   |           |
| Juegos Panamericanos    |                      |                   |           |
| Año                     | Lugar                | Medalla           | Categoría |
| 2019                    | Lima (Perú)          | Medalla de bronce | +78 kg    |
| Campeonato Panamericano |                      |                   |           |
| Año                     | Lugar                | Medalla           | Categoría |
| 2020                    | Guadalajara (México) | Medalla de bronce | +78 kg    |
| 2022                    | Lima (Perú)          | Medalla de plata  | +78 kg    |